# Гайзли
Гайзли (англ. Guiseley) — небольшой город в Уэст-Йоркшире, Англия. Расположен к югу от городов Отли и Менстон, является северо-западным пригородом Лидса. По данным 2001 года, в Гайзли и Родоне проживает более 21 тысячи человек. Главной улицей города является трасса, которая проходите по его центру — A65. В Гайзли функционирует железнодорожная станция. Город известен тем, что в одной из его церквей в 1812 году поженились Патрик Бронте и Мария Бренуэлл, родители знаменитых английских писательниц XIX века — сестер Бронте.